# Lance brisée
Lance brisée (titre original : Shattered Spear) est le quatrième roman de la série de science-fiction Étoiles perdues de l'écrivain Jack Campbell. Il est paru aux États-Unis en 2016 puis a été traduit en français et publié par les éditions L'Atalante en 2017.
Cette série traite de l'effondrement de l'univers Syndic, et plus particulièrement les efforts des dirigeants du système de Midway pour faire face aux conséquences à l'effondrement de l'autorité centrale.
Elle se déroule en même temps que les événements de la série Par delà la frontière.